# Spotify
Spotify je usluga koja pruža prenošenje glazbe i sadržaja (zaštićen DRM-om) izdavačkih kuća Sony, EMI, Warner Music Group i Universal Music Group. Glazba se može pretraživati po izvođaču, albumu, žanru, popisu pjesama ili po izdavačkoj kući. Pretplata, odnosno usluga „Premium”, omogućuje korisnicima uklanjanje oglasa i izvanmrežno preuzimanje glazbe za slušanje.
Uslugu je pokrenula švedska tvrtka Spotify AB u listopadu 2008. Dana 15. rujna 2010. godine usluga je imala otprilike 10 milijuna korisnika, uključujući 2,5 milijuna korisnika koji su se pretplatili na uslugu. U prosincu 2012. godine Spotify je dostigao 20 milijuna korisnika od kojih je 5 milijuna plaćalo za uslugu. U siječnju 2015. godine Spotify je dostigao 60 milijuna korisnika od kojih je 15 milijuna plaćalo za uslugu.
Spotify je 14. srpnja 2020. godine postao dostupan u Hrvatskoj.
Krajem veljače 2021. na stotine je k-pop pjesama maknuto s platforme zbog nesuglasica s južnokorejskim glazbenim distributerom Kakao M.

## Dostupnost
Prema podatcima iz siječnja 2015. godine, Spotify je dostupan na sljedećim platformama: Android, BlackBerry, Boxee, iOS, MeeGo, Windows, Openpandora, macOS, Roku, S60 (Symbian), Samsung Smart TV, Squeezebox, Telia Digital-tv, TiVo, WD TV, webOS, Windows Mobile i Windows Phone. Usluga nema službenu aplikaciju za Windows 8, ali postoji klijent Spotlite kojeg su napravili nezavisni programeri i dostupan je u Windows prodavaonici.
Spotify je dostupan u 178 država.
| Povijest dostupnosti | Povijest dostupnosti | Povijest dostupnosti |
| Datum                | Države / regije | Izvor                |
| -------------------- | --- | -------------------- |
| 7. listopada 2008.   | - Finska - Francuska - Norveška - Španjolska - Švedska | [ 20 ]               |
| 10. veljače 2009.    | - Ujedinjeno Kraljevstvo | [ 21 ]               |
| 18. svibnja 2010.    | - Nizozemska | [ 22 ]               |
| 14. srpnja 2011.     | - Sjedinjene Američke Države | [ 23 ] [ 24 ]        |
| 12. listopada 2011.  | - Danska | [ 25 ] [ 26 ]        |
| 15. studenog 2011.   | - Austrija | [ 27 ]               |
| 16. studenog 2011.   | - Belgija - Švicarska | [ 28 ]               |
| 13. ožujka 2012.     | - Njemačka | [ 29 ]               |
| 22. svibnja 2012.    | - Australija - Novi Zeland | [ 30 ] [ 31 ]        |
| 13. studenog 2012.   | - Andora - Irska - Lihtenštajn - Luksemburg - Monako | [ 32 ] [ 33 ] [ 34 ] |
| 12. veljače 2013.    | - Italija - Poljska - Portugal | [ 35 ]               |
| 16. travnja 2013.    | - Estonija - Hong Kong - Island - Latvija - Litva - Malezija - Meksiko - Singapur | [ 36 ] [ 37 ]        |
| 24. rujna 2013.      | - Argentina - Grčka - Tajvan - Turska | [ 38 ] [ 39 ]        |
| 12. prosinca 2013.   | - Bolivija - Bugarska - Češka - Čile - Dominikanska Republika - Ekvador - Salvador - Gvatemala - Honduras - Kipar - Kolumbija - Kostarika - Mađarska - Malta - Nikaragva - Panama - Paragvaj - Peru - Slovačka - Urugvaj | [ 40 ] [ 41 ]        |
| 8. travnja 2014.     | - Filipini | [ 42 ]               |
| 28. svibnja 2014.    | - Brazil | [ 43 ]               |
| 30. rujna 2014.      | - Kanada | [ 44 ]               |
| 30. ožujka 2016.     | - Indonezija | [ 45 ]               |
| 29. rujna 2016.      | - Japan | [ 46 ]               |
| 22. kolovoza 2017.   | - Tajland | [ 47 ] [ 48 ]        |
| 13. ožujka 2018.     | - Izrael - Južnoafrička Republika - Rumunjska - Vijetnam | [ 49 ]               |
| 13. studenog 2018.   | - Alžir - Bahrein - Egipat - Jordan - Katar - Kuvajt - Libanon - Maroko - Oman - Palestina - Saudijska Arabija - Tunis - Ujedinjeni Arapski Emirati | [ 50 ] [ 51 ]        |
| 26. veljače 2019.    | - Indija | [ 52 ]               |
| 14. srpnja 2020.     | - Albanija - Bjelorusija - Bosna i Hercegovina - Crna Gora - Hrvatska - Kazahstan - Kosovo - Moldavija - Rusija - Sjeverna Makedonija - Slovenija - Srbija - Ukrajina | [ 53 ]               |
| 1. veljače 2021.     | - Južna Koreja | [ 54 ]               |
| 23. veljače 2021.    | - Bangladeš - Gana - Kenija - Nigerija - Pakistan - Šri Lanka - Tanzanija - Uganda | [ 55 ]               |
| 24. veljače 2021.    | - Antigva i Barbuda - Armenija - Bahami - Barbados - Belize - Butan - Bocvana - Burkina Faso - Kabo Verde - Curaçao - Dominika - Istočni Timor - Fidži - Gambija - Gruzija - Grenada - Gvineja Bisau - Gvajana - Haiti - Jamajka - Kiribati - Lesoto - Liberija - Malavi - Maldivi - Mali - Marshallovi otoci - Mikronezija - Namibija - Nauru - Niger - Palau - Papua Nova Gvineja - Samoa - San Marino - Sao Tome i Principe - Senegal - Sejšeli - Sijera Leone - Salomonovi Otoci - Sveti Kristofor i Nevis - Sveta Lucija - Sveti Vincent i Grenadini - Surinam - Tonga - Trinidad i Tobago - Tuvalu - Vanuatu | [ 55 ]               |
| 25. veljače 2021.    | - Azerbejdžan - Brunej - Burundi - Kambodža - Kamerun - Čad - Komori - Ekvatorijalna Gvineja - Eswatini - Gabon - Gvineja - Kirgistan - Laos - Makao - Mauritanija - Mongolija - Nepal - Ruanda - Togo - Uzbekistan - Zimbabve | [ 55 ]               |
| 16. ožujka 2021.     | - Angola - Benin - Džibuti - Obala Bjelokosti - Madagaskar - Mauricijus - Mozambik - Zambija | [ 55 ]               |

## Vrste računa i pretplate
Prema podacima iz studenog 2018. postoje dvije vrste računa na Spotifyu:
| Naziv           | Cijena                                                      | Bez reklama | Mobilno slušanje               | Kvaliteta zvuka                                                                         | Slušanje izvan mreže |
| --------------- | ----------------------------------------------------------- | ----------- | ------------------------------ | --------------------------------------------------------------------------------------- | -------------------- |
| Spotify Free    | Besplatno                                                   | Ne          | Ograničeno (samo shuffle mode) | Do 160 kbit/s Vorbis ili 128 kbit/s Advanced Audio Coding za slušanje preko web playera | Ne                   |
| Spotify Premium | 6,49€ pojedinačni, 8,99€ duo, 10,99€ obiteljski u Hrvatskoj | Da          | Neograničeno                   | Do 320 kbit/s Vorbis ili 256 kbit/s AAC preko web playera                               | Da                   |

U veljači 2021. godine, Spotify je najavio HiFi pretplatu, koja će ponuditi slušanje glazbe u CD kvaliteti. Bit će dostupna u određenim tržištima krajem 2021.
U kolovozu 2021, Spotify je počeo testirati Spotify Plus pretplatu. Cijena pretplate bit $0.99 i bit će kombinacija besplatne i premium pretplate. Pretplatnici će i dalje primati reklame, ali moći će prebacivati pjesme neograničeno bez shuffle modea.

## Također pogledajte
- Apple Music
- Deezer
- Tidal
- Streaming

## Vanjske poveznice
- Službena web stranica